# Thalassodes aucta
Thalassodes aucta là một loài bướm đêm trong họ Geometridae.